# Лідери ескадрених міноносців типу «Гепард»

Схема затоплення французьких кораблів у Тулоні 27 листопада 1942 року

Лідери ескадрених міноносців типу «Гепа́рд» (фр. Classe Guépard) або відомі як лідери есмінців типу «Бізон» (фр. Classe Bison) — клас військових кораблів з 6 лідерів ескадрених міноносців, що випускалися французькими суднобудівельними компаніями у 1928—1931 роках. За французькою кваліфікацією великий ескадрений міноносець або контр-міноносець (фр. contre-torpilleur). Відрізнялися посиленим озброєнням та більшими розмірами. Усі кораблі цього загинули в ході ведення воєнних дій, причому лише «Бізон» загинув у бою під час Норвезької кампанії, решта була затоплена в Тулоні 27 листопада 1942 року в ході самознищення французького флоту.
Ескадрені міноносці типу «Гепард» стали якісним стрибком у розвитку французьких кораблів. Їхня вогнева міць і швидкісні якості помітно перевищували характеристики попередніх контр-міноносців. Усі кораблі цього типу продемонстрували достатню надійність силової установки.
Водночас проєкт відрізнявся низкою суттєвих недоліків. Головним із них стала низька швидкострільність гармат головного калібру, що було дуже небажано в швидкоплинних боях легких сил. Дуже слабким, як і всіх французьких контр-миноносців, виявилося зенітне озброєння. Метацентрична висота виявилася нижчою, ніж у проєкті — стійкість есмінців типу «Гепард» була недостатньою, а вітрильність надмірною. Дальність плавання і морехідність відповідали умовам Середземномор'я, але для Атлантики були недостатніми. Також не можна було назвати вдалим характерний силует типу «Гепард» — інших чотиритрубних кораблів у європейських водах не було, що спрощувало їхнє впізнання супротивником.

## Лідери ескадрених міноносців типу «Гепард»
| № | Корабель | Виготовлювач                                              | На честь                    | Закладено       | Спущено        | У строю        | Статус |
| - | -------- | --------------------------------------------------------- | --------------------------- | --------------- | -------------- | -------------- | --- |
| 1 | «Бізон»  | Arsenal de Lorient, Лор'ян                                | Бізон                       | 14 березня 1927 | 29 жовтня 1928 | 10 жовтня 1930 | 3 травня 1940 року затоплений разом з британським есмінцем «Афріді» в результаті повітряних атак німецьких пікіруючих бомбардувальників Ju-87 та Ju-88 1./StG.1 |
| 2 | «Гепард» | Arsenal de Lorient, Лор'ян                                | Гепард                      | 14 березня 1927 | 19 квітня 1928 | 13 серпня 1929 | 27 листопада 1942 року самозатоплений у Тулоні для запобігання захоплення його німецькими військами; пізніше піднятий; 11 березня 1944 року вдруге затоплений у Тулоні |
| 3 | «Ліон»   | Ateliers et chantiers de France-Dunkerque, Дюнкерк        | Лев                         | 6 серпня 1926   | 5 серпня 1929  | 21 січня 1931  | 27 листопада 1942 року самозатоплений у Тулоні для запобігання захоплення його німецькими військами; пізніше піднятий італійськими рятівниками; 9 вересня 1943 року вдруге затоплений через загрозу захоплення його німцями |
| 4 | «Вальмі» | Ateliers et Chantiers de Saint-Nazaire Penhoët, Сен-Назер | Битва під Вальмі            | 5 травня 1927   | 19 травня 1928 | 1 січня 1930   | 27 листопада 1942 року самозатоплений у Тулоні для запобігання захоплення його німецькими військами; пізніше піднятий та зарахований до складу італійських ВМС як FR-24. 9 вересня 1943 року корабель був затоплений вдруге в Ла-Спеції для запобігання потрапляння його як трофею німцям. Піднятий фахівцями Крігсмаріне, до строю не увійшов і 24 квітня 1945 року втретє затоплений у Генуї |
| 5 | «Верден» | Ateliers et Chantiers de la Loire, Сен-Назер              | Верденська битва            | 10 серпня 1927  | 4 липня 1928   | 1 квітня 1930  | 27 листопада 1942 року самозатоплений у Тулоні для запобігання захоплення його німецькими військами; 29 вересня 1943 року піднятий італійськими ВМС, проте не відновлювався |
| 6 | «Вобан»  | Ateliers et chantiers de France-Dunkerque, Дюнкерк        | Себаст'єн ле Претр де Вобан | 22 травня 1927  | 1 лютого 1930  | 9 січня 1931   | 27 листопада 1942 року самозатоплений у Тулоні для запобігання захоплення його німецькими військами |